# Roodsnavelfrankolijn
De roodsnavelfrankolijn (Pternistis adspersus; synoniem: Francolinus adspersus) is een vogel uit de familie fazantachtigen (Phasianidae). De wetenschappelijke naam van de soort is voor het eerst geldig gepubliceerd in 1838 door Waterhouse.

## Voorkomen
De soort komt voor in het midden-zuiden van Afrika.

## Beschermingsstatus
Op de Rode Lijst van de IUCN heeft de soort de status niet bedreigd.